# 계획재량
계획재량이란 행정주체가 계획법률에 따라 계획을 책정하는 과정에서 갖는 광범위한 형성의 자유를 뜻한다.

## 같이 보기
- 재량
- 행정계획